# 고두노프
고두노프(러시아어: Годунов)의 다른 뜻은 다음과 같다.
- 보리스 고두노프: 러시아 동란 시대의 차르(재위: 1598년 2월 21일 ~ 1605년 4월 23일)
- 알렉산드르 고두노프: 러시아와 미국의 배우
- 세르게이 고두노프

## 같이 보기
- 보리스 고두노프 (동음이의)

| Disambiguation icon | 이 문서는 성씨가 같은 사람을 연결하는 색인 문서입니다. |